# Hendersonia acicola
Hendersonia acicola är en svampart som beskrevs av Münch & Tubeuf 1910. Hendersonia acicola ingår i släktet Hendersonia och familjen Phaeosphaeriaceae.   Inga underarter finns listade i Catalogue of Life.